# Hacı Halil Paixà
Hacı Halil Pasha (Khalil Pasha Hadjdji Arnawud) (vers 1655-1733) fou gran visir otomà, originari d'Elbasan.
Fou bostandji amb el seu germà Sinan Agha i a la mort d'aquest el 1694 va servir al governador de Bagdad Kalaylikoz Ahmed Pasha. Després fou khasseki i el 1711 bostandji bashi. L'11 de gener de 1716 fou nomenat beglerbegi d'Erzurum i fou enviat poc després a Nish per reparar la fortalesa per la imminent guerra amb Àustria.
L'estiu de 1716 fou nomenat muhafiz (governador) de Belgrad. Mort el visir Damad Ali Pasha el 5 d'agost de 1716 a la batalla de Peterwardein, Khalil va exercir com a comandant en cap i poc després fou nomenat gran visir el 22 d'agost per consell de Newshehirli Ibrahim Pasha, favorit del sultà que volia restar en segon pla i que va ser designat caimacan. La campanya del 1716 va acabar en un nou desastre otomà i la pèrdua de Temesvar el 21 d'octubre de 1716. Khalil va retirar l'exèrcit als quarters d'hivern i va tornar a Edirne.
El 1717 el favorit Newshehirli Ibrahim Pasha es va casar amb la filla del sultà Ahmet III, Fatima Sultan, de 13 anys i ja vídua del gran visir Damad Ali Pasha. Newshehirli Ibrahim Pasha era partidari de la pau amb els austríacs però Khalil volia seguir la guerra, i va posar com a condició per la pau la retrocessió de Temesvar. El 12 de juny de 1717 l'exèrcit va sortir d'Edirne i es va dirigir a Belgrad mentre el príncep Eugeni de Savoia, general imperial, havia posat setge a Belgrad; Khalil el va atacar però fou derrotat el 16 d'agost de 1717, i va perdre tota l'artilleria, equip i arxius, i milers d'homes; l'exèrcit es va retirar a Nish i el governador de Belgrad Sari Mustafà Pasha no va tenir més opció que rendir-se amb honors militars; Eugeni de Savoia li va fer una oferta de pau que va portar a Sofia on era el sulta Ahmet III i la seva cort.
El 26 d'agost de 1717 Khalil fou destituït. Al saber la notícia va fugir per evitar una execució però el seu amagatall fou descobert el 1721, si bé llavors Ahmet III el va perdonar i fou nomenat governador de Lesbos o Midilli on va restar fins al 1727; després va exercir com a governador de Salònica i dels Dardanels (Sedd al-Bahr). Va morir el 1733.